# Brutus (Cluster)
Brutus ist ein Supercomputer an der ETH Zürich.

## Benchmarking
Brutus nahm auf der TOP500-Liste der 500 weltweit schnellsten Computersysteme vom November 2009 Platz 88 ein. Im November 2011 wurde er zuletzt unter den 500 leistungsfähigsten Computersystemen geführt, damals auf Platz 477. Innerhalb Europas war Brutus bei seiner Einführung das zehntschnellste System, in der Schweiz hinter „Monte Rosa“ Cray XE6 (Rang 57, Juni 2012) und der „Tödi“ Cray XK6, beide am Centro svizzero di calcolo scientifico in Manno, auf Platz 3.
Bei seiner Inbetriebnahme war Brutus der energieeffizienteste Allzweckrechner der Welt.

## Ausstattung
Bei Brutus handelt es sich um ein heterogenes System mit 9912 Prozessorkernen in 1108 Computing Nodes:
- 410 Nodes mit vier Quad-Core AMD Opteron 8380 CPUs und 32 GB RAM (6720 Kerne)
- 80 Nodes mit vier Quad-Core AMD Opteron 8384 CPUs und 32 GB RAM (1280 Kerne)
- 10 Nodes mit vier Quad-Core AMD Opteron 8380 CPUs und 128 GB RAM (160 Kerne)
- 4 Nodes mit zwei Six-Core AMD Opteron 2436 CPUs und 16 GB RAM (48 Kerne)
- 272 Nodes mit zwei Dual-Core AMD Opteron 2220 CPUs und 16 GB RAM (1088 Kerne)
- 324 Nodes mit zwei Single-Core AMD Opteron 250 CPUs und 8 GB RAM (612 Kerne)
- 8 Fat Nodes mit acht Dual-Core AMD Opteron 8220 CPUs und 64–128 GB RAM (128 Kerne)

Die Höchstleistung von Brutus beträgt rund 90 Teraflops.